# Geirröd
In de Noordse mythologie is Geirröd een Jötun, vader van twee dochters, Gjálp en Greip.
Loki vloog eens als een valk en werd door Geirröd gevangen. Omdat hij zijn vijand Thor zo haatte, vroeg Geirröd aan Loki om deze, zonder zijn magische riem en hamer (Megingjörð en Mjöllnir), naar zijn kasteel te brengen. Loki stemde ermee in om Thor in deze val te lokken en werd losgelaten. Op de terugweg hielden Loki en Thor halt bij Grid een reuzin. Die wachtte tot Loki even de kamer uit was en vertelde Thor toen wat er gaande was. Ze gaf hem daarop haar ijzeren handschoenen en haar magische riem en staf. Thor doodde hiermee Geirröd, en bovendien nog een hele nasleep rijpreuzen die hij tegenkwam, waaronder Geirröds dochters Gjálp en Greip.
In Grímnismál, is Geirröd ook de naam van een menselijke koning die door Odin gedood werd als straf voor diens wreedheid. Geirröd was de jongere zoon van koning Rödung en werd in plaats van zijn broer Agnar koning. Geirröd had een zoon met de naam Agnar, die hem opvolgde, toen hij in zijn eigen zwaard viel.